# تمل
التَّمِل شعب دَرَاوِرِيٌّ في جنوبي الهند لسانُهم التملية (بالتملية: تَمِۻْ/தமிழ்) وإليها ينتسبون وبها يعرفون، ولفظ تَمِل اسم جنس جمعي مفرده تَمِلِيّ. والتمل هم أكثر سكان تملنادة التي تعرف بهم ومنها أصلهم وتفسيرها بِلَادُ التَّمِل. وهم أيضا في ما يليها من بلاد كيرلة وكرناتك وآنِدْرَة. وهم سكان شمالي جزيرة سيلان وهي سريلنكا وعِدَّتُهم فيها تربو على ثلاثة ملايين. ويبلغ عددهم اليوم نحوا من 90 مليونا أكثرهم على دين الهندوس.
ترجع أقدم سجلاتها التاريخية إلى أكثر من ألفي عام. وهناك أيضا جاليات تملية موزعة في مختلف بقاع الأرض، خاصة في وسط سريلنكا، ماليزيا، سنغافورة، موريشيوس بالإضافة لوجود جاليات هاجرت حديثا لجنوب أفريقيا، أستراليا، كندا، الولايات المتحدة وأوربا.
لشعب التمل عادات وتقاليد تاريخية عريقة، وتعتبر هندسة وبناء معابدهم من أبرز الفنون الأسيوية القديمة. كما أن تمل اليوم لا يزالون يحافظون على موروث الأجداد من فنون الرقص والموسيقى وغيرها. وتعتبر لغة التمل الكلاسيكية واحدة من أقدم لغات الهند كما أن المخطوطات التي كتبت بها هي الأقدم بين اللغات الدراورية. واللغات الدراورية الخمس هي التملية، تيلوجو، كانادا، تولو والمليالم.
على عكس المجموعات العرقية الأخرى لم يُحكم شعب التمل على مر تاريخه من كيان سياسي واحد. تملاكام هو الاسم التقليدي لأرض التمل، وقد كانت موحدة سياسياً لفترة قصيرة بين القرنين التاسع والثاني عشر تحت سلطة إمبراطورية الشولا.
الهوية التملية هي بالأساس هوية لغوية، وفي الآونة الاخيرة امتد التعريف ليشمل المهاجرين التمليين الذين يؤكدون على ثقافتهم التملية ولو أنهم لم يعودوا اليوم يتكلمون لغتهم الأم. والتمل بشكل عام ينتمون عرقيا ولغويا وثقافيا للشعوب الدراورية في شبه القارة الهندية.
يدين معظم التمل بالهندوسية، بالإضافة لوجود أقليتين مسلمة ونصرانية وهناك بضع آلاف من التمل يعتنقون ديانة الجاينية.

## التعداد
يقدر المجموع العام لشعب التمل بـ 74 مليون فرد متمركزين في الدول التالية:
- 63.000.000 في  الهند
- 2.600.000 في  سريلانكا
- 1.500.000 في  ماليزيا
- 250.000 في  سنغافورة

## معرض صور

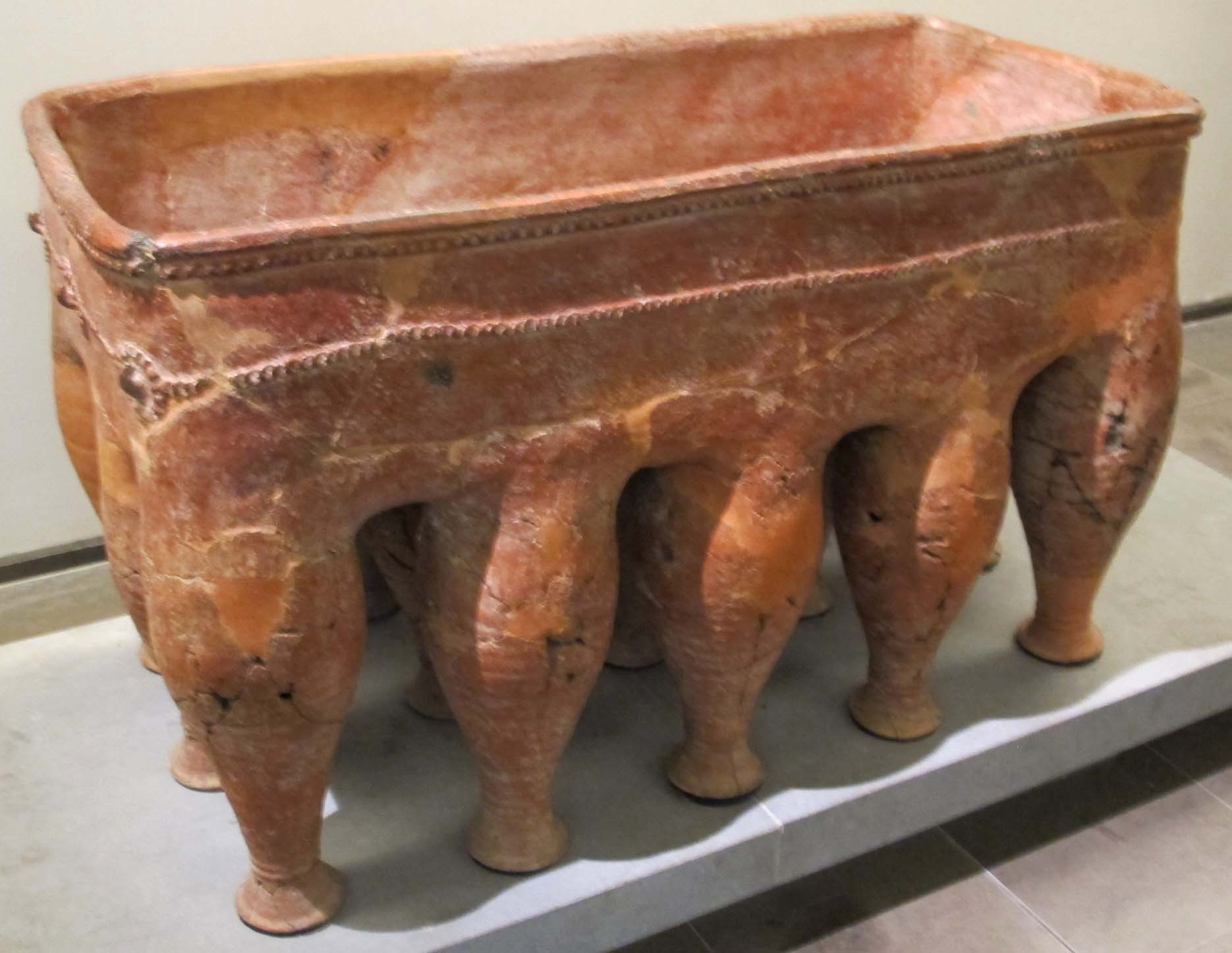
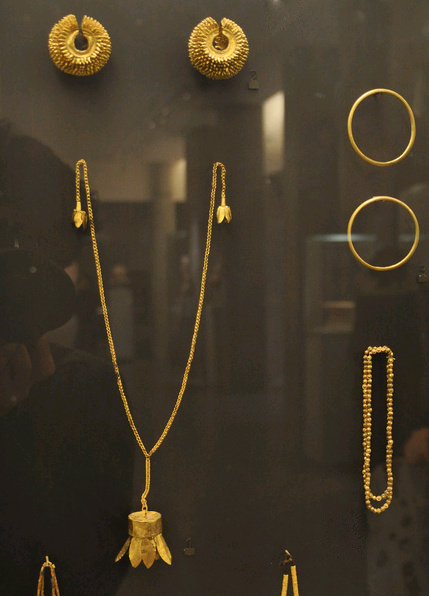
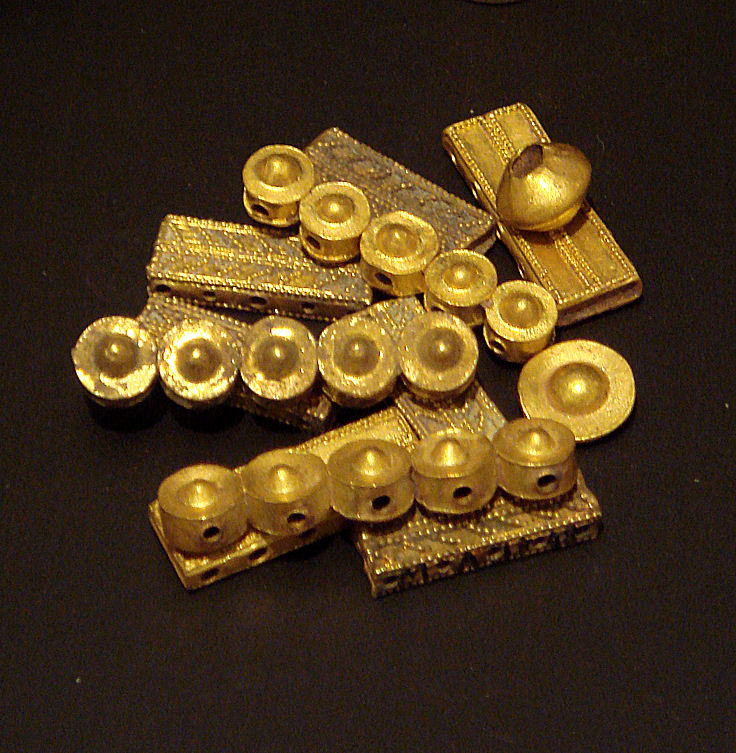
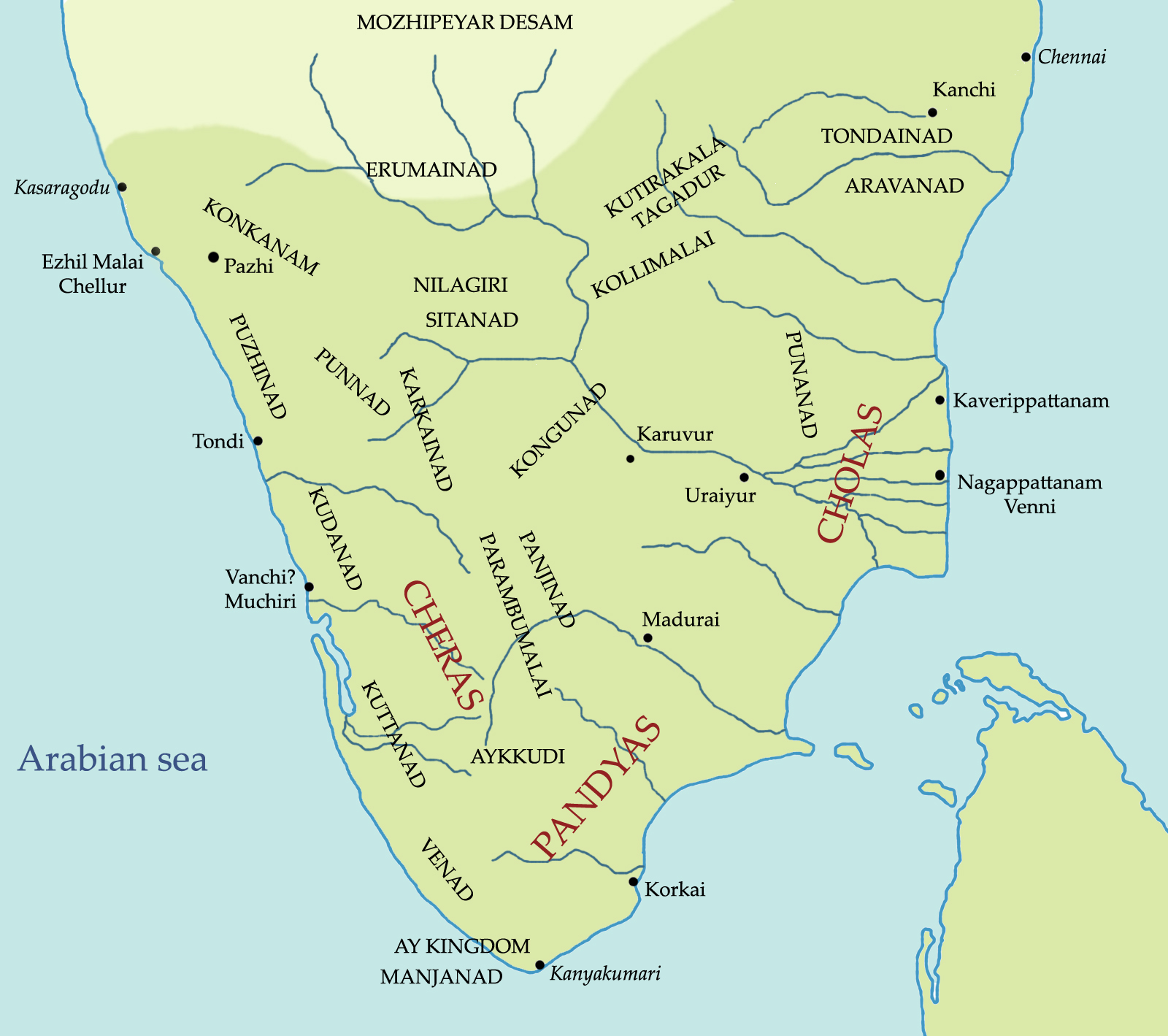